# Onycopyge
Onycopyge – rodzaj stawonogów z wymarłej gromady trylobitów, z rzędu Phacopida.
Żył w okresie syluru (ludlow).